# Andriej Koszkin
Andriej Giermanowicz Koszkin, ros. Андрей Германович Кошкин, biał. Андрэй Германавіч Кошкін – Andrej Hiermanawicz Koszkin (ur. 21 lutego 1965 w Permie) – rosyjski hokeista, reprezentant Białorusi.

## Kariera
- Mołot-Prikamje Perm (1982-1984)
- SKA Swierdłowsk (1984-1986)
- Mołot-Prikamje Perm (1986-1989)
- Dynama Mińsk (1989-1990)
- HK Nioman Grodno (1990-1993)
- STS Sanok (1993-1994)
- Mołot-Prikamje Perm (1994-1995)
- Awtomobilist Jekaterynburg (1995-1996)
- Nieftiechimik Niżniekamsk (1996-1998)
- Iżstal Iżewsk (1998)
- Kiedr Nowouralsk (1998)
- STS Sanok (1998-1999)
- HK Lipieck (1999)
- Kristałł Saratów (1999)
- Kryżynka Kijów (1999)
- Dizel Penza (1999-2000)[1]
- Riwiera Moskwa (2000/2001)

Wychowanek rosyjskiego klubu Mołot Perm, gdzie karierę rozwijał od 3. klasy szkoły podstawowej. Otrzymał powołanie do reprezentacji ZSRR do lat 20, lecz z powodu kontuzji nie wystąpił na turnieju mistrzostw świata juniorów 1985 w Helsinkach (Finlandia).
Od 1989 występował w Dynamie Mińsk (łącznie dwa sezony). Następnie został zawodnikiem Niomana Grodno. Wystąpił w reprezentacji Białorusi w jej pierwszym oficjalnym spotkaniu 7 listopada 1992 w eliminacyjnym meczu do mistrzostw świata z drużyną Ukrainy (1:4).
W sezonie 1993/1994 polskiej ligi występował w drużynie STS Sanok. Później ponownie w edycji 1998/1999.
Od 2010 trener drużyny Marjino'97 (w dzielnice Moskwy Marjino), występującej w Moskiewskiej Lidze Juniorów.
Jego żoną została Jelena (Helena), z którą ma syna Andrieja.